# Bobrovec
Bobrovec es un municipio del distrito de Liptovský Mikuláš en la región de Žilina, Eslovaquia, con una población estimada a final del año 2024 de 1984 habitantes.
Se encuentra ubicado al sureste de la región, cerca del curso alto del río Váh (cuenca hidrográfica del Danubio), de los montes Tatras y de la frontera con Polonia y las regiones de Prešov y Banská Bystrica.

## Demografía
| Año        | 1994 | 2004    | 2014    | 2024    |
| ---------- | ---- | ------- | ------- | ------- |
| Población  | 1811 | 1783    | 1873    | 1984    |
| Diferencia |      | −1,54 % | +5,04 % | +5,92 % |

| Año        | 2023 | 2024    |
| ---------- | ---- | ------- |
| Población  | 1996 | 1984    |
| Diferencia |      | −0,60 % |